# Katchal
Katchal (Hindi: कत्चल, nicobarisch:  तिहन्यु oder Tihnyu, früher auch Katsjul,) gehört zur indischen Inselgruppe der Nikobaren im Golf von Bengalen. Im Osten liegt die Andamanensee. Politisch gehört die Insel zum indischen Unionsterritorium Andamanen und Nikobaren.
Sie ist mit 5386 Einwohnern auf 174,4 Quadratkilometern nur sehr dünn besiedelt. In ihrem Zentrum erreicht die Insel eine Höhe von 227 Metern. Die größten Orte sind Mildera, Kapanga und Jhoola.
Östlich, jenseits der Revello Straße, liegen die beiden Nachbarinseln Camorta und Nancowry. Ungefähr 70 km im Süden liegt Klein Nikobar.
Auf Katchal leben nikobarische Stämme und Tamilen, die seit 1964 zur Arbeit auf Gummibaum-Plantagen einwanderten. Die Insel ist für Touristen nicht zugänglich; eine Zutrittserlaubnis kann bei der Lokalverwaltung in Port Blair, der Hauptstadt der Nikobaren, beantragt werden.
1778 wurde die Insel von der Triestiner Ostindischen Handelskompanie zu einer österreichischen Kronkolonie erklärt. 1784 wurde dieser Anspruch schon wieder aufgegeben.
Katchal wurde durch den Tsunami infolge des Seebebens vom 26. Dezember 2004 sehr schwer getroffen. 1.549 Einwohner kamen dabei ums Leben, darunter zahlreiche Stammesführer, viele sorgen sich um das Fortbestehen der traditionellen Strukturen. Große Gebiete wurden verwüstet, viele Kokos- und Betelnuss-Bäume wurden zerstört.